# Loznani
Loznani (makedonska: Лознани) är en ort i Nordmakedonien. Den ligger i kommunen Mogila, i den sydvästra delen av landet, 90 kilometer söder om huvudstaden Skopje. Loznani ligger 598 meter över havet och antalet invånare är 509.